# Centre national de documentation (Zaïre)
Le centre national de documentation (CND) était un service de renseignement du Zaïre, actuelle république démocratique du Congo. Il est devenu en 1986, l'agence nationale de documentation.
Fondé au début des années 1970 sous le régime du président Mobutu Sese Seko, le CND a joué un rôle central dans la surveillance et la répression politiques au Zaïre. Il était chargé de la sécurité intérieure et extérieure de l'État, ainsi que de la collecte et de l'interprétation d'informations sur les phénomènes politiques, économiques, sociaux et culturels du pays. Le CND était également perçu comme un outil d'intimidation envers la population, selon les témoignages d'anciens responsables politiques tels que M. Nguza, ancien Premier ministre. Le président Mobutu lui-même a reconnu les abus de cette agence dans des discours en 1977 et 1980.